# Mathieu Augeard
Pour les articles homonymes, voir Augeard.
Mathieu Augeard (1673, Tours - 27 décembre 1751, Paris), est un jurisconsulte français.

## Biographie
D'une famille de la noblesse d'office dont la branche aînée siégeait au Parlement de Bordeaux et dont la branche cadette, dont il était issu, s'était fixée à Tours, Mathieu Augeard est le fils de Jacques Matthieu Augeard, garde des sceaux de la Chancellerie de Tours et substitut du procureur général des eaux et forêts, et d'Anne de Cop (de la famille du maire Jean de Cop de Pocé). Il est l'oncle de Jacques-Mathieu Augeard.
Reçu avocat au parlement de Paris en 1703, il est nommé premier secrétaire du Sceau en 1727 sous le ministère de Chauvelin, puis secrétaire du roi du grand collège en 1735.
Il continue le Journal du Palais, en publiant des « Arrêts notables de différents tribunaux du royaume ».
Marié à François Pioger (fille de Pierre Pioger, receveur général des finances de la généralité d'Amiens), puis à Geneviève-Marguerite de Faverolles (fille d'un maître en la Chambre des comptes de Paris et veuve de Nicolas Huerne, également maître en la Chambre des comptes de Paris), il est le beau-père du marquis Antoine-Nicolas Le Camus de Bligny de Branges, brigadier des armées du roi.

## Publications
- Arrêts notables des différens tribunaux du royaume sur plusieurs questions importantes de droit civil, de coutume, de discipline ecclésiastique et de droit public (trois volumes in-4, 1710, 1713, 1718, 1756)
- Traité de la communauté entre mari et femme (1754)

## Sources
- Joseph Michaud, Louis Gabriel Michaud, Biographie universelle ancienne et moderne, 1834
- Ange de Saint-Priest, Encyclopédie du dix-neuvième siècle, 1838
- Dictionnaire des avocats
- Eugène Giraudet, Histoire de la ville de Tours, Volume 2, 1873
- Jacques-Xavier Carré de Busserolle, Dictionnaire géographique, historique et biographique d'Indre-et-Loire et de l'ancienne province de Touraine, 1878-1884